# Selçuk

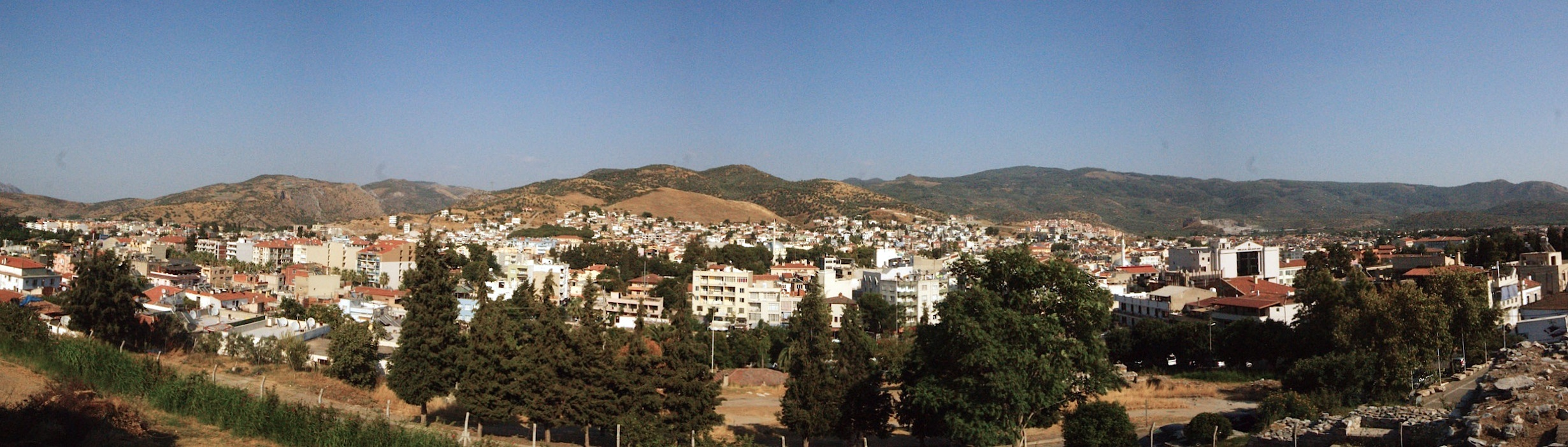
Blick auf Selçuk vom Ayasoluk-Hügel

Selçuk ist eine Stadtgemeinde (Belediye) im gleichnamigen Ilçe (Landkreis) der Provinz Izmir in der türkischen Ägäisregion und gleichzeitig ein Stadtbezirk der 1984 gebildeten Büyükşehir belediyesi İzmir (Großstadtgemeinde/Metropolprovinz). Seit der Gebietsreform ab 2013 ist die Gemeinde flächen- und einwohnermäßig identisch mit dem Landkreis.

## Geografie
Der Ort liegt 75 km südlich des Zentrums der Provinzhauptstadt. Selcuk ist der südlichste Kreis/Stadtbezirk der Provinz/Büyükşehir und grenzt im Süden (von Südwesten bis Südosten) an die Provinz Aydin. Der frühere Name des Ortes war Ayasoluk. Er leitet sich vom Beinamen Hagios Theologos des Apostels Johannes ab. 1914 erfolgte unter den Jungtürken die Umbenennung in Selçuk.

## Verwaltung
Der 1957 neu gebildete Kreis bestand (bis) Ende 2012 neben der Kreisstadt aus der Stadtgemeinde (Belediye) Belevi und acht Dörfern (Köy), die während der Verwaltungsreform 2013/2014 in Mahalle (Stadtviertel/Ortsteile) überführt wurden. Die fünf Mahalle der Kreisstadt blieben unverändert bestehen, während die zwei Mahalle von Belevi zu einem einzigen Mahalle vereint wurden. Durch diese Herabstufungen stieg die Anzahl der Mahalle auf 14. Ihnen steht ein Muhtar als oberster Beamter vor.
Ende 2020 lebten im Durchschnitt 2.670 Menschen in jedem Mahalle, 7.699 Einw. im bevölkerungsreichsten (Atatürk Mah.).

## Geschichte
Selçuk ist die Nachfolgesiedlung des antiken Ephesos (türkisch Efes). Eine Eroberung durch die Araber 798 war nur von kurzer Dauer, ebenso die erste Besetzung durch die Seldschuken unter Alp Arslan nach der Schlacht bei Manzikert 1071. Diese dauerte nur bis zum Sieg der Kreuzfahrer bei Doryläum 1097 an. Nach dem Untergang der Rum-Seldschuken übernahmen die Türken die Herrschaft über die Region und Ayasoluk kam zum Beylik von Aydın. Zu dieser Zeit besuchte 1333 der Forschungsreisende Ibn Battūta die Stadt. Er berichtet über eine prosperierende Handelsstadt mit blühenden Gärten und Weinbergen. Der Herrscher Khizir Beg hatte Kontakt zu den italienischen Republiken, es gab ein genuesisches und ein venezianisches Konsulat in der Stadt. 1391 kam der Ort unter Bayezid II. zum ersten Mal unter osmanische Herrschaft, bis er nach dessen Niederlage durch Timur wieder den Aydınoğulları zufiel. Unter Murad II. wurde er 1425 endgültig Teil des Osmanischen Reiches und war von da an Hauptort eines kaza (Gerichtsbezirk) des Sandschaks von Aydın. Als in späterer Zeit durch die Sedimente des Kaistros (Küçük Menderes) der Hafen immer mehr verlandete, verlor der Ort an Bedeutung zu Gunsten des Hafens von Kuşadası.

## Verkehr
Seit 1862 besitzt Selçuk Eisenbahnanschluss. In diesem Jahr eröffnete die Ottoman Railway Company (ORC) den bis Selçuk führenden Abschnitt der Bahnstrecke İzmir–Eğirdir. Vier Jahre später folgte die Weiterführung bis Aydın. 1912 ereignete sich bei Selçuk der schwere Eisenbahnunfall von Ephesos mit weit über 200 Todesopfern. 2017 wurde der Abschnitt bis Selçuk elektrifiziert, seitdem reicht das S-Bahn-Netz von Izmir (İZBAN) bis Selçuk.

## Sehenswürdigkeiten
In Selçuk befindet sich das Archäologische Museum, in dem die Funde aus den Ausgrabungen im nahe gelegenen Ephesos ausgestellt sind. An manchen Häusern finden sich antike Reste, weil Teile von Selçuk – ähnlich wie Kuşadası und İzmir – aus Baumaterial von Ephesos errichtet wurden.
Am Ortsrand finden sich die geringen Reste des Tempels der Artemis von Ephesos, einst eines der sieben Weltwunder des Altertums. Am Nordosthang des Panayır Dağı liegt die Siebenschläferhöhle von Ephesos, etwa sieben Kilometer südwestlich auf dem in der Antike Solmissos genannten Berg Ala Dağı findet man das Haus der Mutter Maria, das angebliche Sterbehaus Marias, der Mutter Jesu.
Auf dem Stadthügel Ayasoluk befand sich im zweiten vorchristlichen Jahrtausend die erste Siedlung von Ephesos. Im siebten nachchristlichen Jahrhundert wurde der Ort wegen der Verlandung des Hafens und der Gefahr durch die einfallenden Araber wieder hierher verlegt. Zu dieser Zeit stand dort bereits die Johanneskirche, einer der größten Sakralbauten des Byzantinischen Reiches. Sie wurde im 6. Jahrhundert von Kaiser Justinian I. über dem vermuteten Grab des Evangelisten Johannes errichtet und blieb bis ins 11. Jahrhundert mit ihrer prächtigen Marmorausstattung unversehrt. Für den 110 m langen, kreuzförmigen Bau mit seinen sechs Kuppeln wurde der Berg um eine künstliche Terrasse erweitert. Auf dem oberen Plateau des Hügels befindet sich die byzantinisch-seldschukische Zitadelle von Selçuk, vermutlich ebenfalls im 6. Jahrhundert erbaut.
Die Isabey-Moschee aus dem 14. Jahrhundert am Fuße des Ayasoluk besitzt ein schönes Stalaktitenportal, einen ruhigen Innenhof und einen stimmungsvollen Gebetssaal. In der Nähe liegt die Ruine des Isabey-Hamams, eines Badehauses ebenfalls aus der zweiten Hälfte des 14. Jahrhunderts.
Im Mahalle Çamlık befindet sich ein Eisenbahnmuseum mit einer großen Sammlung alter Dampflokomotiven.
Etwa acht Kilometer östlich des Zentrums von Selçuk liegt der vollständig im griechischen Stil erhaltene Stadtteil Şirince. Das ehemalige Dorf hieß bis 1926 Çirkince und war vor dem Griechisch-Türkischen Krieg eine griechischsprachige Hochburg.

## Partnerstädte
- Lienz (Österreich), seit 1973
- Siegburg, Deutschland, seit 1993
- Radoviš (Mazedonien), seit 1994
- Kobuleti (Georgien), seit 1995
- Dion (Griechenland), seit 2005
- Ourém (Fatima) (Portugal), seit 2005
- İzmit (Türkei), seit 2016
- Erbaa (Provinz Tokat) (Türkei), seit 2016[5]

## Fotogalerie

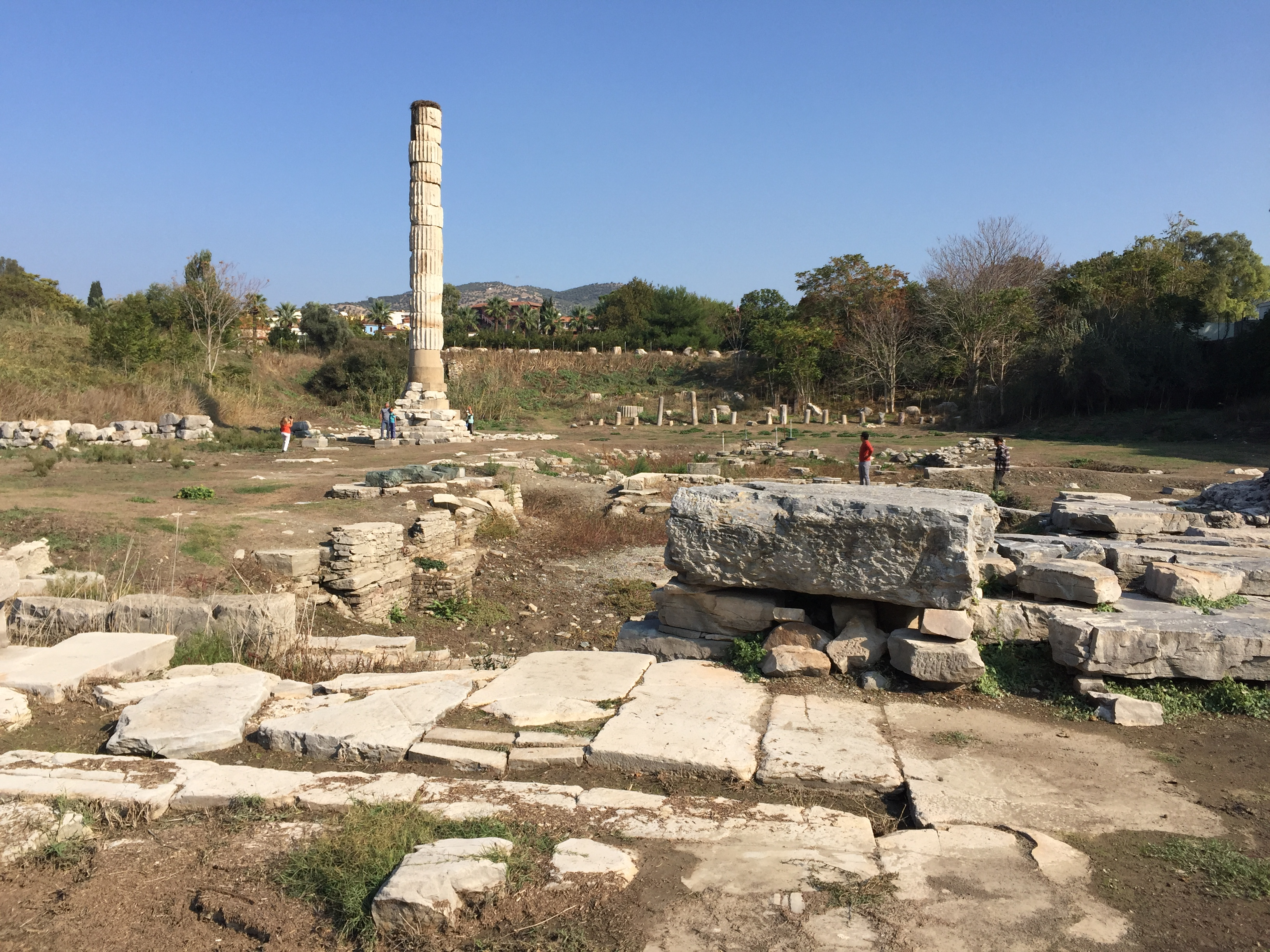
Ruine des Artemis-Tempels
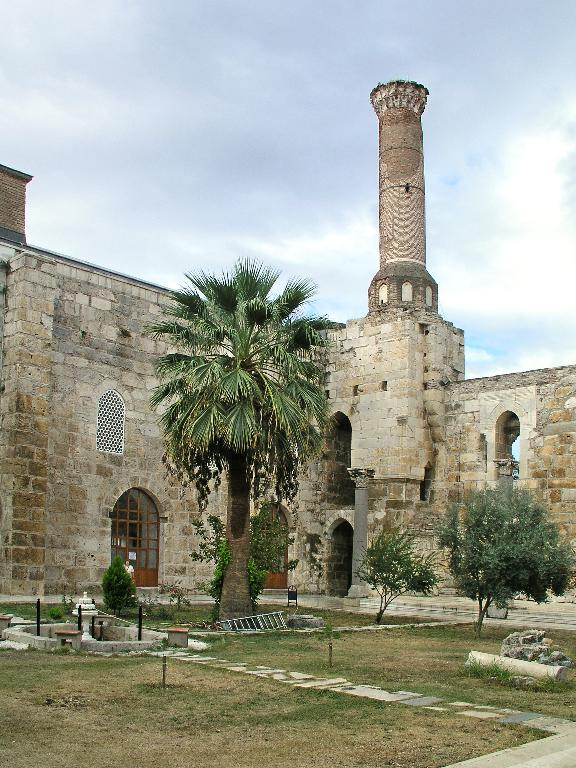
Isabey-Moschee, Innenhof
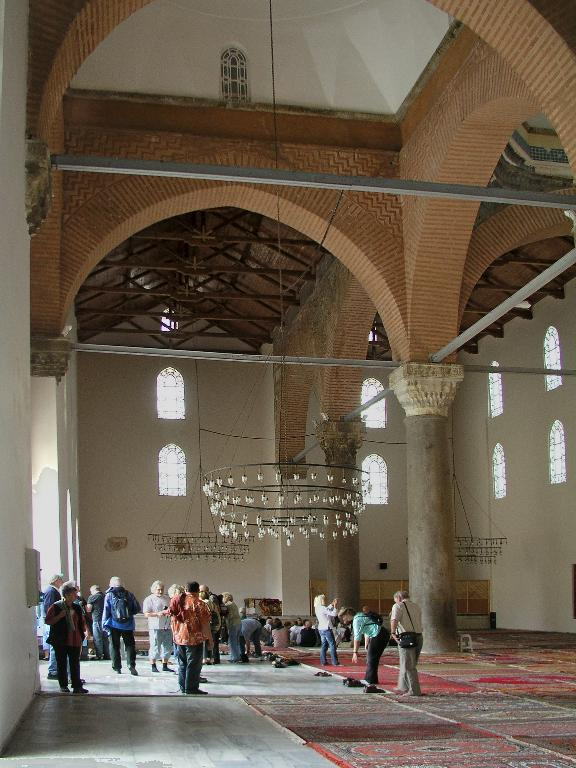
Isabey-Moschee, Inneres
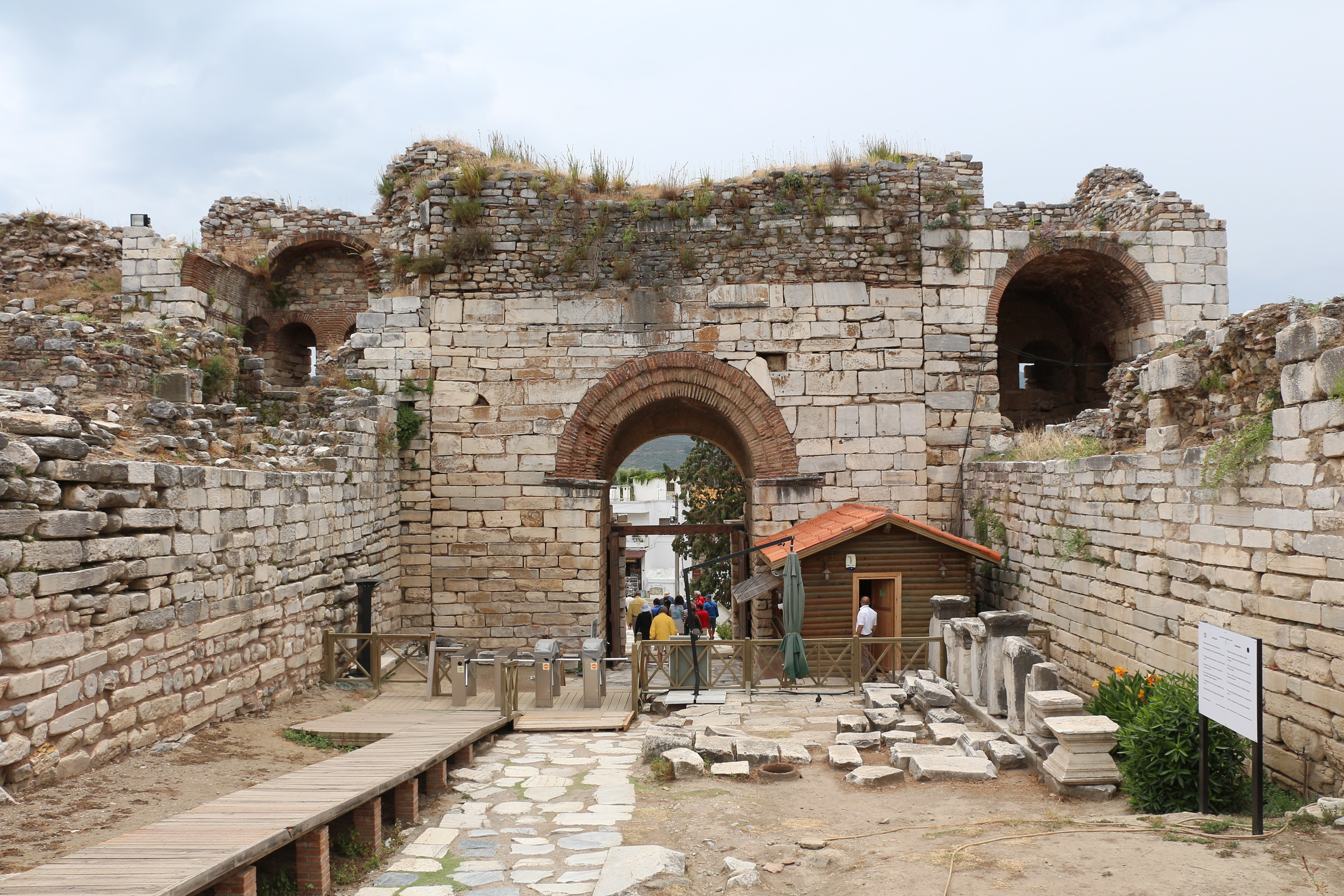
Die Zitadelle
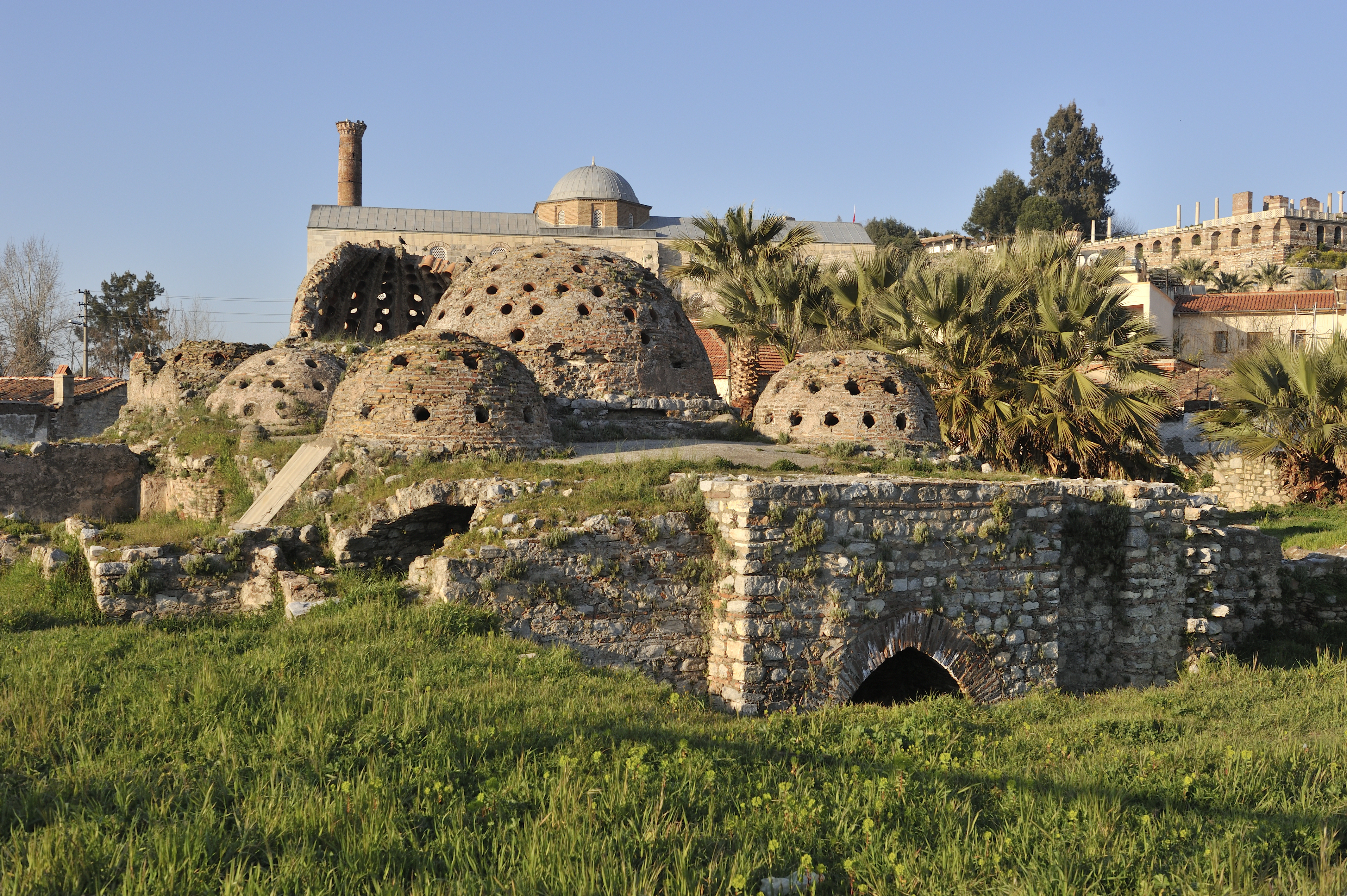
Isabey-Hamam
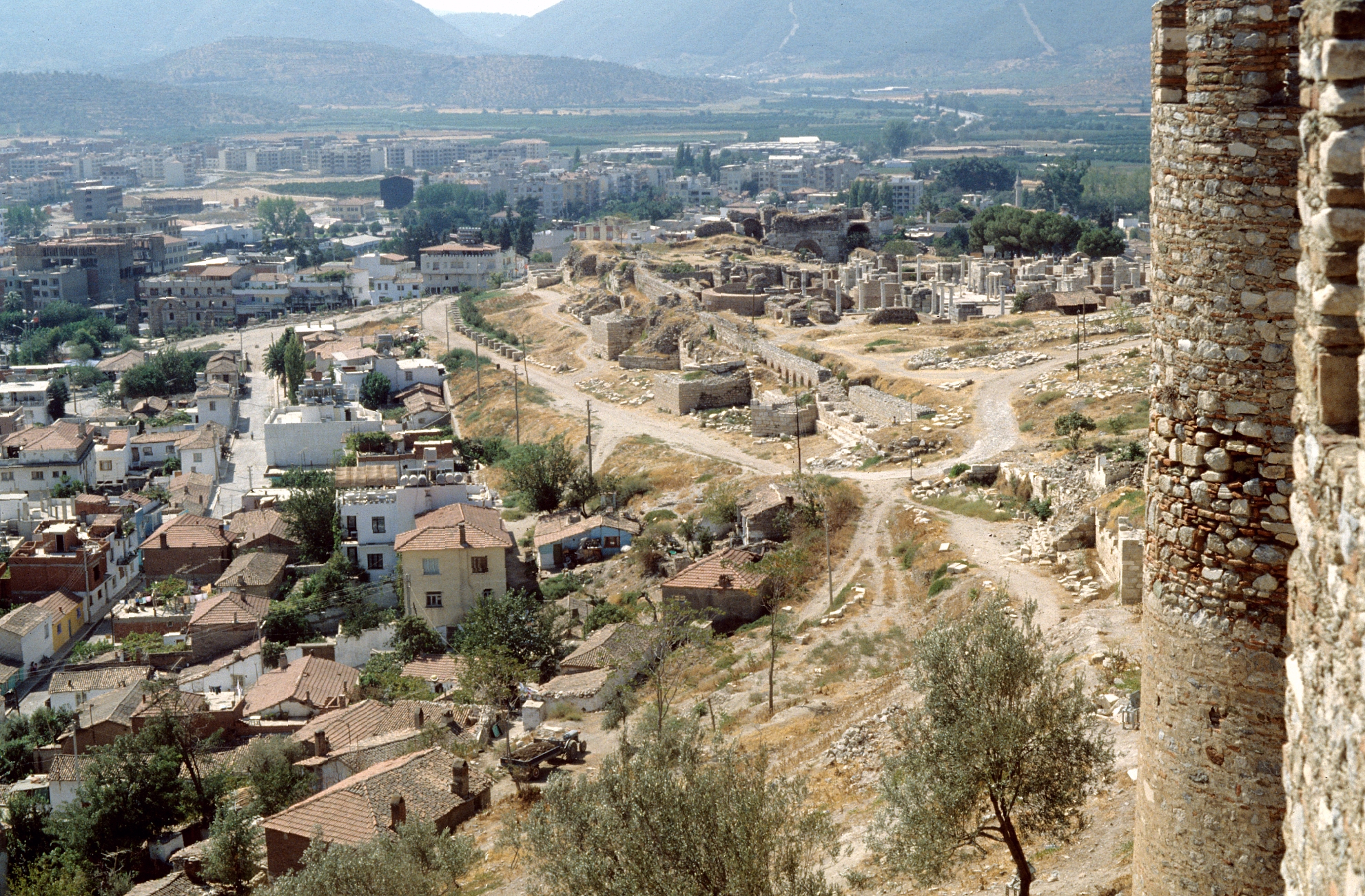
Blick von der Festung auf Selçuk und die Johanneskirche
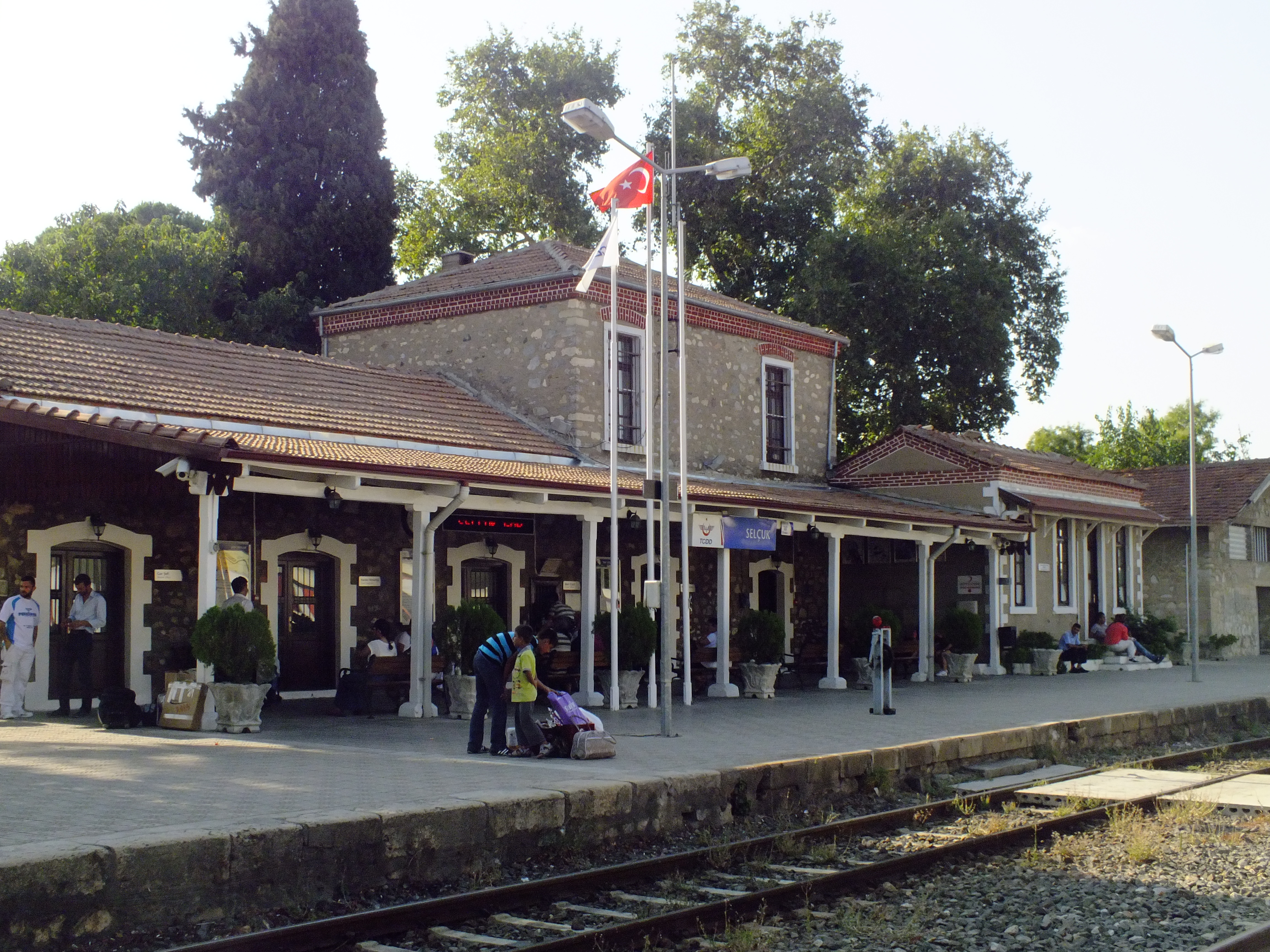
Der Bahnhof von Selçuk